# Señor de los Milagros

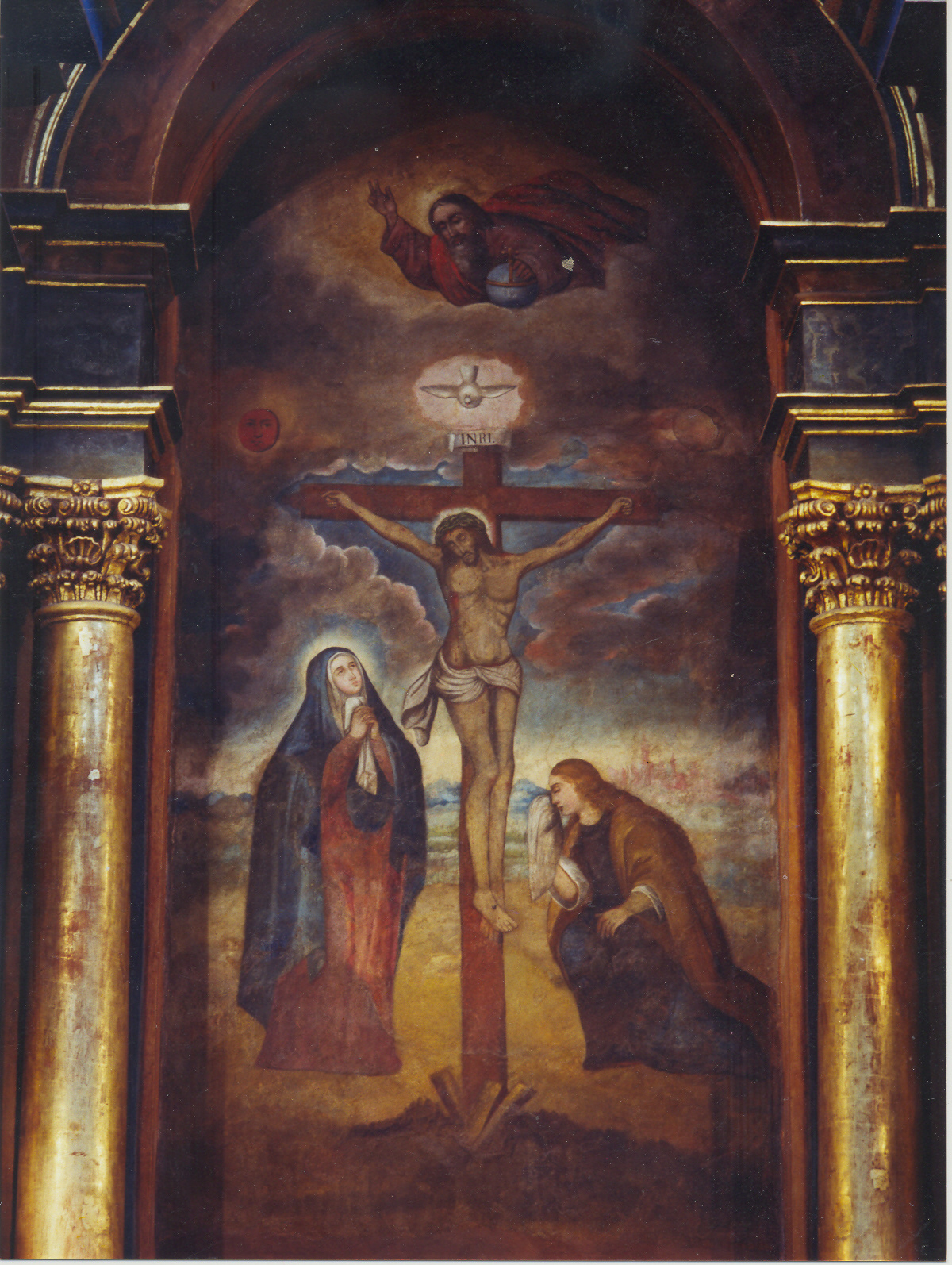
Wandbild des Señor de los Milagros im Heiligtum Las Nazarenas in Lima (Peru)

Señor de los Milagros (dt. „Der Herr der Wunder“) ist ein katholisches Fest, das jedes Jahr am 18. Oktober in Lima gefeiert wird.

## Ursprung
Es geht zurück auf ein Bildnis eines schwarzen, gekreuzigten Christus, das man im Jahr 1651 auf einer Lehmmauer im Viertel Pachacamilla fand. Das Bild wurde vermutlich von einem schwarzen Sklaven aus Angola gemalt, der im Zuge der Eroberung des Inkareiches mit den Spaniern eingewandert war.
Dieses Bild auf der Lehmmauer widerstand der Legende zufolge allen Versuchen es zu entfernen und überstand auch das Erdbeben am 13. November 1655, das fast die ganze Stadt Lima zerstörte, unversehrt. Daraufhin wurde die Mauer mit dem Bild eine Wallfahrtsstätte zunächst nur für die schwarze Bevölkerung von Peru. Nachdem die Mauer mit dem Bild auch das zweite große Erdbeben, am 20. Oktober 1687, ohne Schäden überstanden hatte, wurde es von allen Bevölkerungsschichten akzeptiert. Zudem wird berichtet, dass um 1670 der an einem Tumor unheilbar erkrankte Andrés de León dort geheilt wurde.

## Bedeutung und Ablauf
Dieses Fest ist eine der bedeutendsten Prozessionen in Lima. Auf einer 2000 Kilogramm schweren, aus Mahagoniholz gefertigten Tragbahre wird ein in Öl gemaltes Abbild des Schwarzen Christus von den 40 Trägern der Bruderschaft Señor de los Milagros auf den Schultern getragen. Alle 15 Minuten wechseln sich die Träger ab. Insgesamt gibt es 20 Trägergruppen. Die Prozession beginnt in der Kirche Las Nazarenas und endet nach 24 Stunden in der Kirche La Merced. Dabei durchquert die Tragbahre mehrmals das Zentrum von Lima und legt dabei eine Strecke von sechs Kilometern zurück. Vor der Tragbahre laufen 75 Sahumadoras mit Weihrauchspendern. Noch weiter vorne gehen die Cantoras, Frauen, die traditionelle Kirchenlieder singen. Hinter der Bahre kommen Musikgruppen und danach die sich der Prozession anschließende Bevölkerung von Lima.
Die Männer der Bruderschaft, die Gläubigen und vor allem die Frauen sowie die Mannschaft des Fußballvereins Alianza Lima, deren Patron der Señor de los Milagros ist, sind während des Oktobers ganz in Violett gekleidet. Die violette Farbe wird auf die Gründerin des Institutes Nazareno, Antonia Lucia, die für die Kleiderauswahl verantwortlich war, auf das Jahr 1677 zurückgeführt.